# FxEngine Framework
FxEngine Framework est une bibliothèque C++ gratuite pour le traitement de flux de données et le design de systèmes dynamiques utilisant des plugins. Le FxEngine Framework est disponible pour les plateformes Linux et Windows.

## Concept
Le concept de base du Framework est de fournir des interfaces de programmation pour construire des blocks (plugins) de traitement de données et pour les manipuler.
Le Framework nomme plus généralement les blocks: Fx.
Un Fx est composé :
- D'une ou plusieurs broches (ou pins) d’entrées et de sorties.
- D'un ou plusieurs paramètres de control.

Le Framework permet de construire des architectures complexes et dynamiques Une architecture est composée d’une chaîne de Fx où la sortie de l'un devient l'entrée de l'autre. À tout moment, les broches d’un Fx peuvent être connectées ou déconnectées.

## Domaine d’applications
Le Framework peut être utilisé dans plusieurs types d’applications telles que :
- Le traitement du signal
- Le traitement d’image
- Le test et la mesure
- Le traitement de données financières
- Les systèmes de control

## Outils
La bibliothèque FxEngine Framework est accompagnée du FxEngine Editor permettant une manipulation graphique des Fx : Insertion, Connexion, Exécution et Visualisation.
- Windows Screenshot 1
- Windows Screenshot 2
- Linux Screenshot